# Guillermo González Calderoni
Guillermo González Calderoni (Reynosa, 26 marzo 1948 – McAllen, 5 febbraio 2003) è stato un poliziotto messicano, comandante della polizia giudiziaria federale messicana, nonché uno degli uomini di punta del procuratore generale del Messico, che procedette all'accusa di Raúl Salinas de Gortari, fratello dell'ex presidente Carlos Salinas de Gortari, di essere coinvolto nel traffico di droga. Calderoni è stato oggetto di varie accuse di corruzione.

## Biografia
Calderoni nacque a Reynosa nello stato federale messicano di Tamaulipas, in una famiglia benestante. Suo padre ricopriva un posto importante presso Pemex, la compagnia petrolifera statale. Sua madre era italo-americana. Oltre al suo spagnolo nativo, parlava correntemente inglese e francese. In contrasto all'usanza di denominazione spagnola, viene spesso indicato con il cognome di sua madre, piuttosto che con il cognome, di suo padre.
All'inizio degli anni '80, si arruolò come ufficiale federale al confine tra Stati Uniti e Messico e salì rapidamente al grado di comandante. Non tutto era come sembrava: Calderoni espresse disprezzo per gli americani e gli agenti della Drug Enforcement Administration, e ammise di aver contrabbandato cocaina attraverso il confine fino a El Paso, in Texas.
Fu assassinato il 5 febbraio 2003, a McAllen in Texas.